# Fowey
Fowey (pronunțat [ˈfɔɪ], Limba cornică: Fowydh) este un oraș în comitatul Cornwall, regiunea South West, Anglia. Orașul se află în districtul Restormel.